# Озерки (Усманський район)
Озерки (рос. Озерки) — присілок в Усманському районі Липецької області Російської Федерації.
Населення становить 5  осіб. Належить до муніципального утворення Березняговська сільрада.

## Історія
З 13 червня 1934 до 1954 року у складі Воронезької області. Відтак входить до складу Липецької області.
Згідно із законом від 2 липня 2004 року №114-оз органом місцевого самоврядування є Березняговська сільрада.

## Населення
| 2008 | 2010 | 2011 |
| ---- | ---- | ---- |
| 11   | ↘5   | →5   |